# Henya
Henya (ostale varijante imena: Hanaga, Hanega, Hanieas, Henya qoan, Hennegas, Anega, Genuvskoe, ), pleme Tlingit Indijanaca na sjeverozapadnom kraju otoka Prince of Wales, blizu Cape Pole, pred obalom Aljaske. A. Krause ih naziva i imenima Hennegas i Henja-kon. 1881. bilo ih je oko 500. 
Imali su nekoliko sela, glavno je bilo Klawak, a među ostalima Tuxekan (kod Swantona Tuxican) s ostacima totemskih stupova i ljetno naselje Shakan na otoku Kosciusko. 
Socijalni odjeljci su: Ganahadi, Hlkoayedi, Kakos hit tan, Kuhinedi, Shunkukedi, Takwanedi i Tanedi.

## Sela
- Klawak, zapadna obala otoka Prince of Wales.
- Shakan, ljetno naselje na sjeverozapadnoj obali Prince of Wales Islanda.
- Tuxican, na Prince of Wales Island.

## Populacija
300, 1869.; 500, 1881.; 262, 1890.

## Vanjske poveznice
- H Alaska Indian Villages, Towns and Settlements